# 佐久間左馬太
佐久間左馬太（日语：／ Sakuma Samata ?，1844年11月19日—1915年8月5日），雅號研海，出身日本長州藩（今山口縣），台灣日治時期第5任總督（1906年4月11日—1915年4月30日在任），也是在任期間最長的台灣總督。1874年為中佐時曾攻打牡丹社，1898年晉升為大將。

## 生平

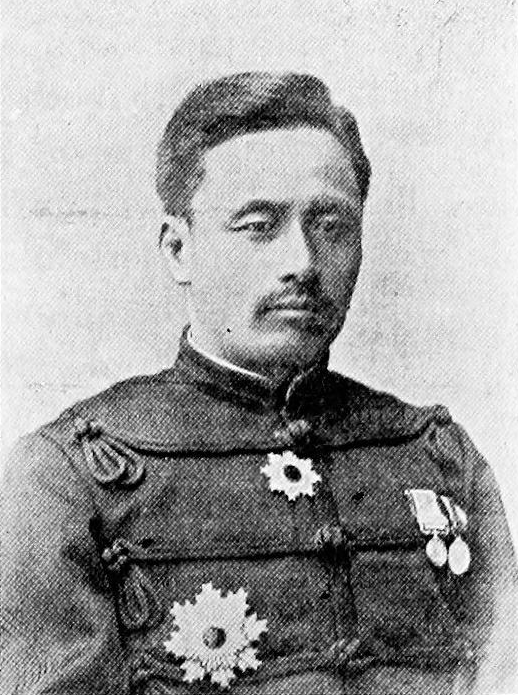
擔任第二師團長時的佐久間左馬太中將

1844年11月19日（天保15年10月10日），佐久間左馬太出生於長州阿武郡河添村（現在的山口縣萩市河添），為長州藩士岡村孫七的次男，之後成為佐久間竹之丞養子。加入奇兵隊後，隨大村益次郎學習西洋兵法。
1866年（慶應2年）第二次長州征伐時，擔任長州藩軍龜山隊的大隊長，參加芸州口之戰。
1868年（慶應4年）戊辰戰爭，佐久間左馬太轉戰於棚倉、二本松、會津，明治政府成立後成為陸軍軍人，1872年（明治5年）升任陸軍大尉，被任命為西海鎮台付。
1874年（明治7年）2月佐賀之亂平定後，轉任熊本鎮台參謀長，並參與牡丹社事件，出兵台灣。因事件中強襲石門部落，使牡丹社頭目Aruqu父子等多名臺灣原住民戰死，被稱為「鬼佐久間」。
1877年（明治10年）擔任步兵第6連隊長，加入西南戰爭。1881年（明治14年）2月，昇任陸軍少将，仙台鎮台司令官，1885年（明治18年）5月擔任步兵第10旅團長，1886年（明治19年）晉升陸軍中將，於翌年被授予男爵爵位。
1894年（明治27年）日清戰爭中，擔任第2師團長出征威海衛攻略戰。戰爭結束後的1895年（明治28年）5月，就任威海衛占領地總督，同年被授予勳一等旭日大綬章並晉封子爵。在近衛師團長、中部都督的經歷後，1898年（明治31年）晉升陸軍大將。1904年（明治37年）在東京衛戍總督任後，1906年（明治39年）4月出任台灣總督並被授予勳一等旭日桐花大綬章，1907年（明治40年）晉封伯爵。

## 擔任台灣總督

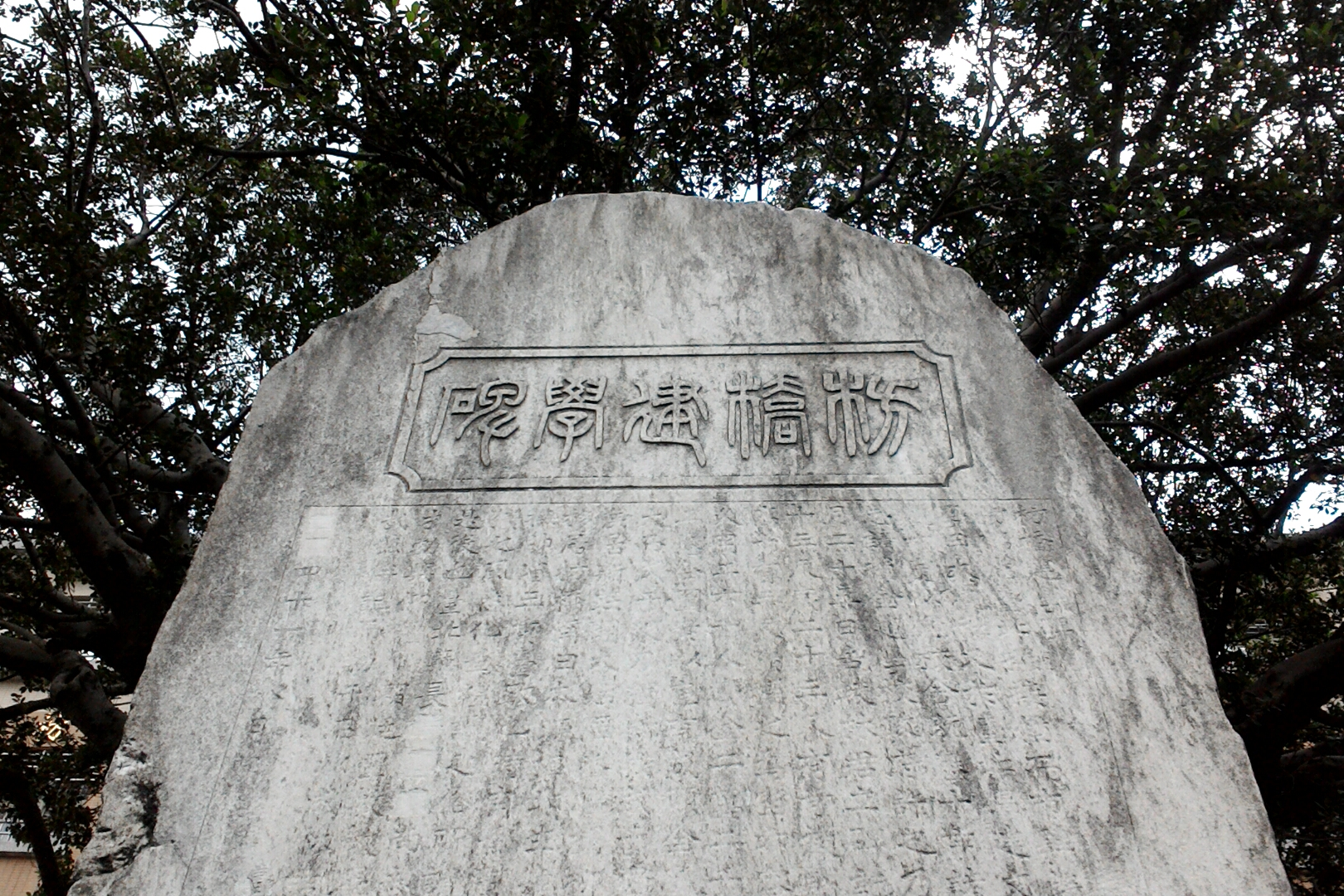
佐久間左馬太篆額的枋橋建學碑。

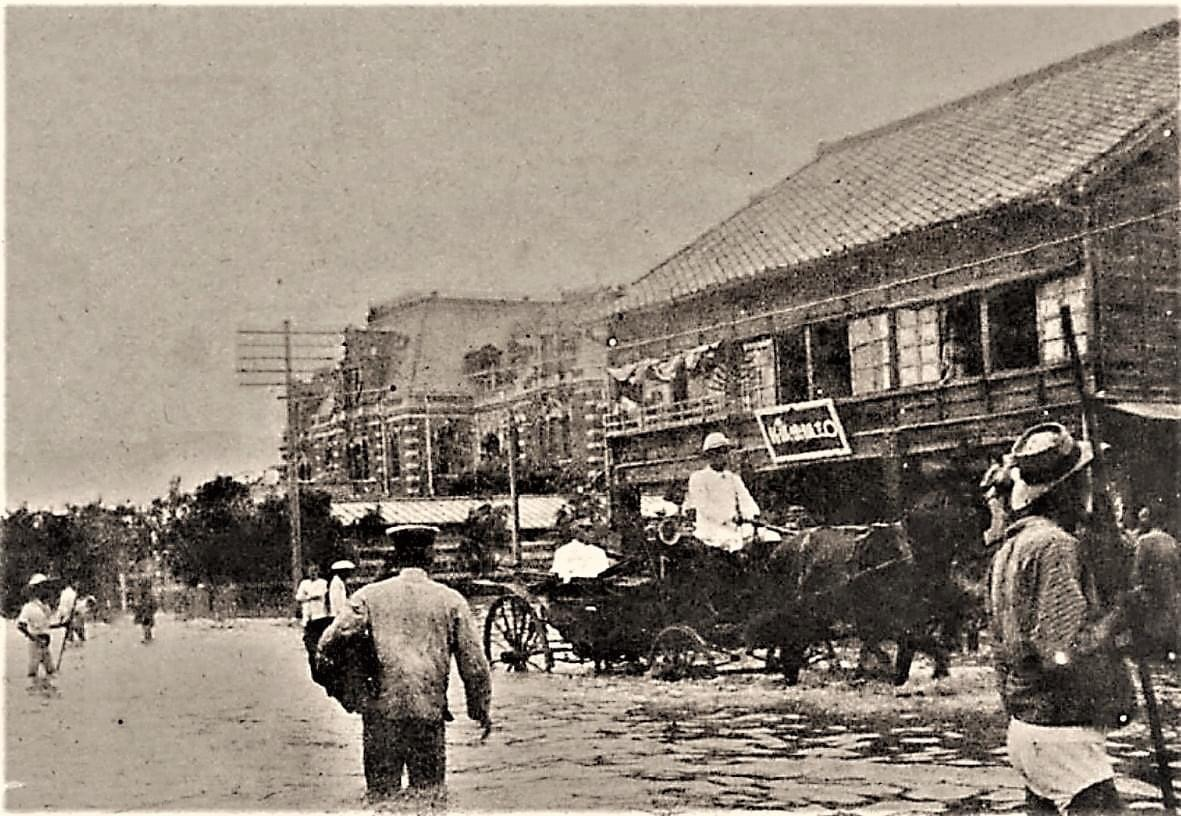
1911年（明治44年）10月12日的颱風，臺北廳大淹水，圖為佐久間左馬太總督正巡視府後街（今館前路）的淹水情形

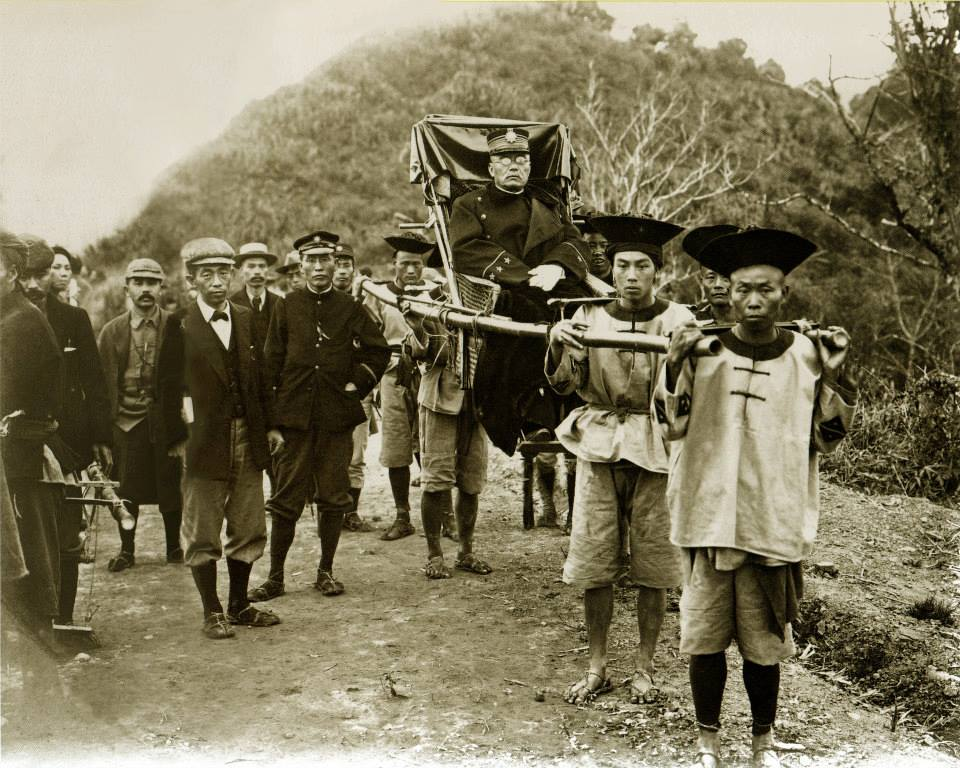
臺灣總督佐久間左馬太乘轎，約攝於1915年

在台灣發生玉井事件以後，台灣全島的漢人抗日活動在一段時間後逐漸趨於平息，日本政府遂將目光轉向處理原住民事務，並且決定採用武力對付原住民。因為佐久間曾經參與對原住民作戰的牡丹社事件，日本遂決定啟用他擔任總督。佐久間在任內不斷地對原住民用兵，其有名的「五年理蕃計畫」，以北討泰雅族，南撫布農族為原則，一方面以「以蕃制蕃」外，也對原住民發動「理蕃戰役」（約160多次）。當處理原住民事務告一段落之後，隨即卸下總督職務，並於3個月後以71歲高齡去世。任內發生林圯埔事件（1912年3月23日）、土庫事件（1912年6月），被稱為「鐵血總督」，是台灣總督中在任最久的一位。獎勵移民，在花蓮港廳設「吉野村」（今吉安鄉）、「豐田村」（今壽豐鄉豐田村）、「林田村」（今鳳林鎮南平里）；設置台北市主要街道的下水道，普及郵政、電信事業；資助台北了覺寺（現十普寺）改建本堂。佐久間到台灣當總督之前，就曾參加過1874年著名的石門之役，然其最有名莫過於1914年的太魯閣戰爭，總部設於石門山山下，率領約2萬人的大軍親征。

### 明治天皇駕崩
從《臺灣日日新報》的報導中，在1912年（明治45年）7月20日即有明治天皇御體微恙的東京特急新聞發出，天皇在14日因腸胃不適而不暢；至19日半夜發燒到40.5度；21日御醫青山胤通及三浦謹之助診斷有尿毒症的情形，開始緊急治療，東宮殿下（即皇太子）及各大臣等隨侍在側。同日臺灣各界開始有祈福儀式，記者探訪臺北古亭庄川屋敷及各料亭，原本熱鬧的街景變的安靜肅穆，市民為天皇祈福，時任臺灣總督佐久間左馬太也於24日返日入京，而26日民政長官內田嘉吉率領臺灣總督府官員由也在臺灣神社進行祈禱祭，還有一則報導嘉義小學校校長小野田鎮三郎率尋常高等科五年級以上學生進行祈福。之後病情越不樂觀，各地如臺北中學會學生、國語學校乙種師範生、中學校生、國語學校附屬小學校學生、宜蘭公學校、臺北婦女會等；宗教團體如岡山神社、打狗金刀比羅神社、臺北基督聯合會、八甲街日蓮宗總會等都有祈福儀式。

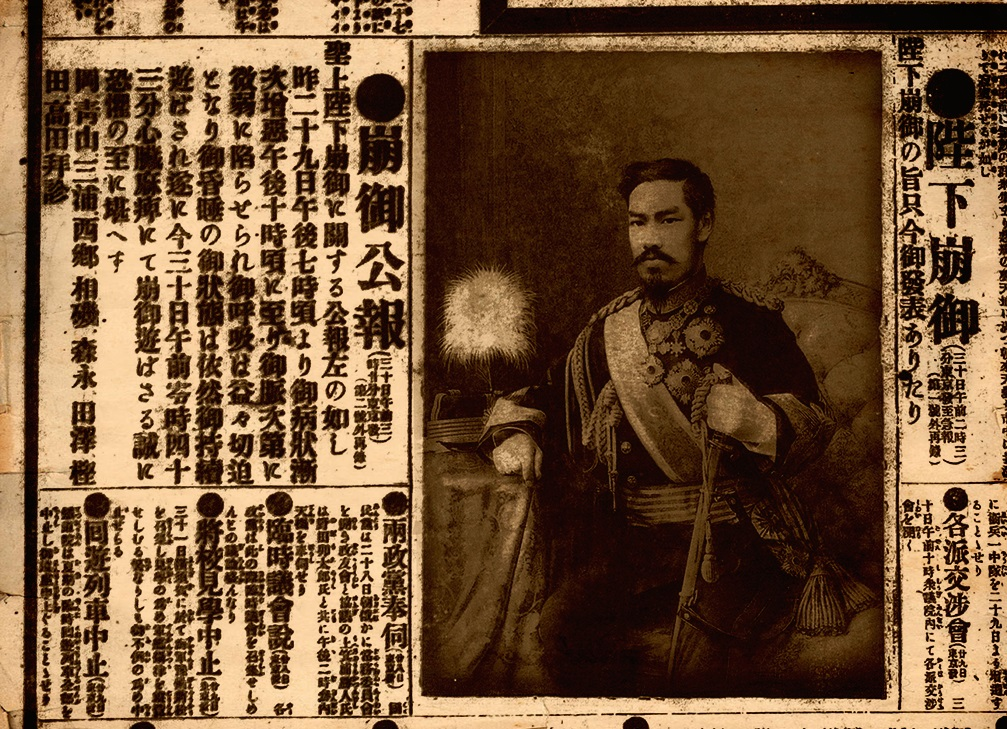
《臺灣日日新報》明治四十五年七月三十日，頭條報導明治天皇駕崩。

7月30日明治天皇駕崩，隔日的報紙才披露消息。明治天皇於30日0:43過世，皇太子嘉仁於30日1:00舉行「踐祚」儀式，表示交接完成，爾後「新帝依據皇室典範規定，召集樞密顧問官，就年號進行討論，之後再以詔書發布。」《官報》，7月30日的〈號外〉就刊出詔書，「遵守先帝的定制，將明治45年7月30日以後改為大正元年」，而內閣、臺灣總督府、朝鮮總督府、關東都督府及軍隊的「告示」、「省令」、「訓令」等也重新從1號開始計算。
1912年（大正元年）9月13日到15日，於東京舉行明治天皇大喪儀，臺灣總督府民政局宣布各級學校辦理遙拜祭，並演唱「大行天皇奉悼歌」。但在公文中凡行文為「大行天皇」者，都被上級改為「明治天皇」。這個用法是當天皇過世時，就尊稱為「大行天皇」，是在天皇的謚號還沒確定前的用法。明治天皇即位後其實用了慶應、明治兩個年號，而其確立了日後天皇一世一年號的用法，但目前還未實施，因此在官方文書仍用此名號。而原本在大喪儀期間通信、鐵路、電信等要暫停服務，但在民政長官修改下仍如常運作。隨著新天皇的即位，公文的「議按用紙」也將改定。也以敕令通過恩赦令，於9月26日的調查，臺北、臺中、臺南監獄及假釋中符合大赦規定的有136人，悉數為本島人，大多數是因為匪徒案被處有期徒刑或無期徒刑者，當然也可能是打著抗日旗號者，之後還有追加逃獄者21人也給予赦免，等同放棄追捕。而官方對這批特赦者相當重視，每周都有以臺灣總督名義上陳內閣總理大臣的「本島ニ大赦令施行情況報告」，而特赦簽呈也是要由內閣總理大臣批准。

## 墜落斷崖殞命傳聞

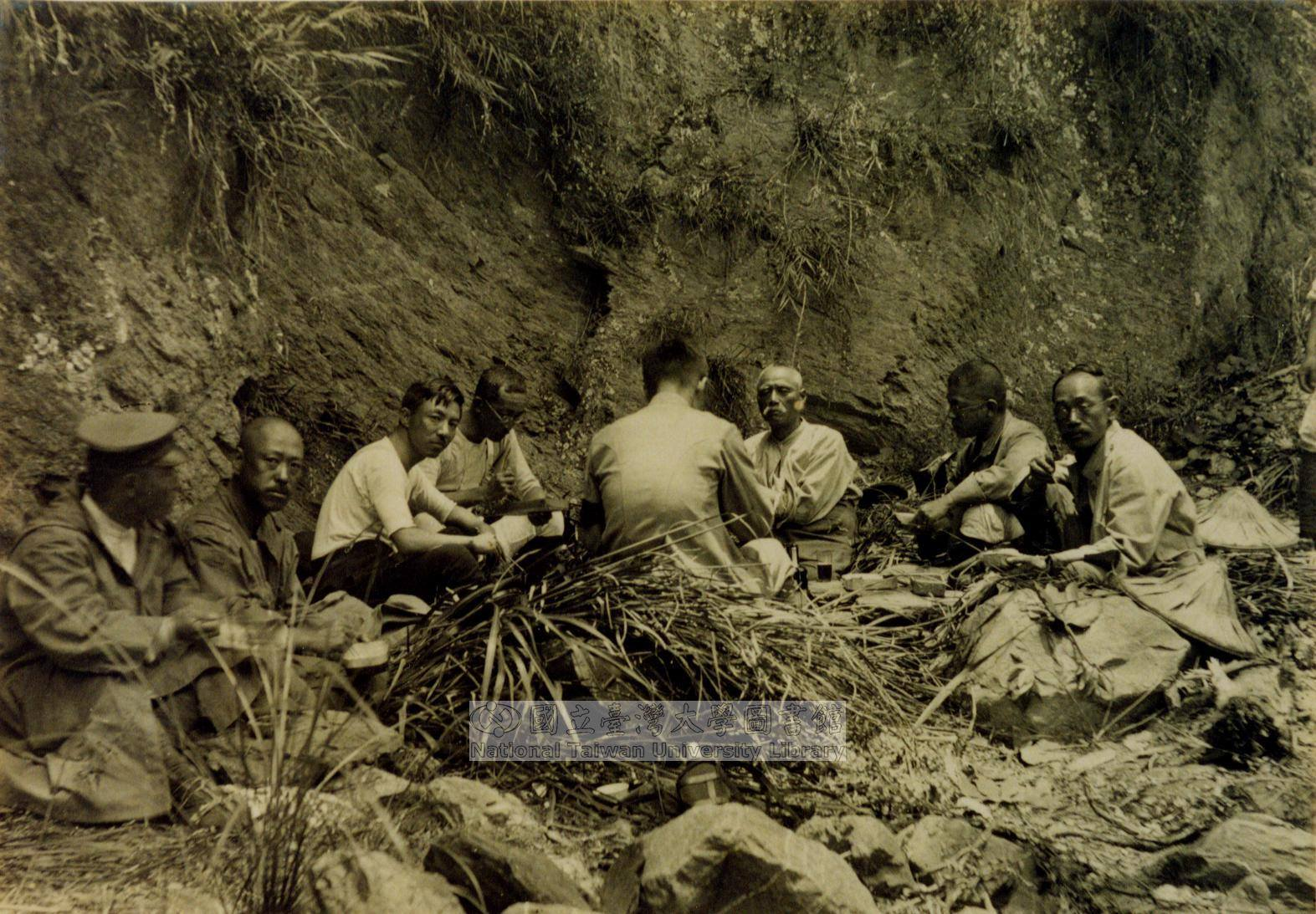
中間白髮老者為佐久間左馬太總督

一般的說法是1914年（大正3年）6月26日，年逾七旬的佐久間左馬太親率日本陸軍及警察隊萬餘人，以大軍壓境之姿態進兵太魯閣族人區域，在西拉歐卡（Siraoka）突遭襲擊，自斷崖墜落30餘公尺深之溪谷，而負傷，經埔里送返臺北，轉赴日本，隔年1915年（大正4年）8月5日於仙台過世。
另有一說法是，相傳佐久間左馬太當時即隕命，遺體送回日本後才發布死訊。佐久間在日皇及日人心目中，是唯一能解決番害之「理番高手」，其理番五年計劃，已被國會及日皇認同，但一旦公布理番高手被番人襲擊，不僅會使日本國民引發政治動盪，予國際間極大的笑柄。有鑑於此，日方越是保密。
然而上述二說不明出處，出處是曾有賽德克族古宏希盼，於2001-2003年在花蓮秀林、萬榮、卓溪等三個鄉成功訪談耆老108人（75-89歲），依族人口述：
當日軍進擊內太魯閣之際，族人自知不敵，已四散逃避致日人進展神速。但隨同日軍之進展，其司令部自關原前進至「西拉歐卡」後，族人乃逐漸集聚，隱藏於西拉歐卡周邊，待機狙殺日軍之要員。大正三年八月中旬上午，佐久間乘坐民伕肩負之滑竿，率隨員出巡，甫抵西拉歐卡北方之母哈高﹙Muhakaw﹚上坡路斷，突遭襲擊，立即負傷從滑竿上跌下，滾落於30多公尺深之溪谷。日軍在搭救佐久間之同時，開始用機槍對附近瘋狂掃射，密集的槍聲迴蕩於山谷，彈雨所經之處，草木摧折，雞蟲難容。不久，日軍部隊馳來應援，向四周展開搜索，而族人早已利用熟悉之地形，逃之夭夭，直到夕陽西下，日軍始倖然收兵。
但經查佐久間佐馬太在大正3年（1914年）6月26日並未率軍出征，而是在セラオカフニ司令部（Selaokahuni，約今花蓮縣秀林鄉西拉歐卡，海拔4,700尺，約1,410公尺）。當日早上用餐完，7點半左右，佐久間總督為巡視新開的前進路線，帶著師井警部補（可能為師井百合一）等人外出，未乘坐馬匹或民伕抬轎，而且，從當時公布的斷崖照片來看，恐怕連人走路都危險。結果，從附近的斷崖（位於司令部帳營1,100尺上方，約330公尺上方）墜落20間（36公尺）負傷。據當時趕往司令部報告的塚田巡查說，總督墜落後，呈現由樹枝所支撐的狀態，不省人事。師井警部補因職責投身相救，也呈現相同狀態。經隨員救護，暫歇後，送回營地。之後，直到8月13日返回之前，佐久間總督都在溪底的營帳靜養。但是，6月29日後仍有指揮部隊繼續討伐原住民，直到8月10日舉行托博閣社（トボコ，Toboko，約今花蓮秀林鄉秀林村民有部落）等9個社歸順式結束。
同年8月19日下午4時56分「凱旋」回到臺北，在臺北車站接受文武官員、團體及民眾歡迎。9月19日「上京」，回日本內地，向天皇報告討伐太魯閣蕃的狀況，並且療傷。12月8日回臺灣，12月21日，接見來臺北的內太魯閣蕃人143名（包含內タウサイ蕃人46名）。隔年大正4年（1915年）5月1日「依願免本官」，8月5日過世，時年七十一歲。

### 查證
傳聞其當場死係為顧及日本國家顏面而予隱瞞，恐屬謬誤。一位地方最高首長正在推動重要工作，而且是與戰事有關的事務身亡，要隱瞞近一年之久，還要解決當下全臺灣事務及「理番事業」等複雜工作，以及遺體要擺上那麼久時間不下葬還要從深山上運出來，若要人不知幾乎是不可能的事情。
另根據《佐久間總督カラパウ討伐軍記錄寫真集》，保存關於他負傷地點、負傷之後活動的照片。而且佐久間總督負傷的消息在當時《臺灣日日新報》都有連日報導，甚至連傷勢情況都公開，引起各界的關切及天皇慰問。再看臺灣總督府公文類纂總督批示，若是總督不在，會註明總督「不在」；若是分層負責，總督就會「委任」；如果親自批示，總督就會花押（簽名）或蓋章。佐久間總督是以蓋章為主。大正4（1915）年2月8日佐久間總督還有批示，任命臺灣公立中學校長田川辰一為臺灣公立臺中中學校長，即今天臺中一中的前身。
但對於佐久間總督在負傷的一年後離世，仍有看法認為可能受此事件影響所致。此後臺灣總督府在行政改革中，將太魯閣人所居住之全部區域定名為「研海事業區」（「研海」是佐久間左馬太的雅號）。

## 治績

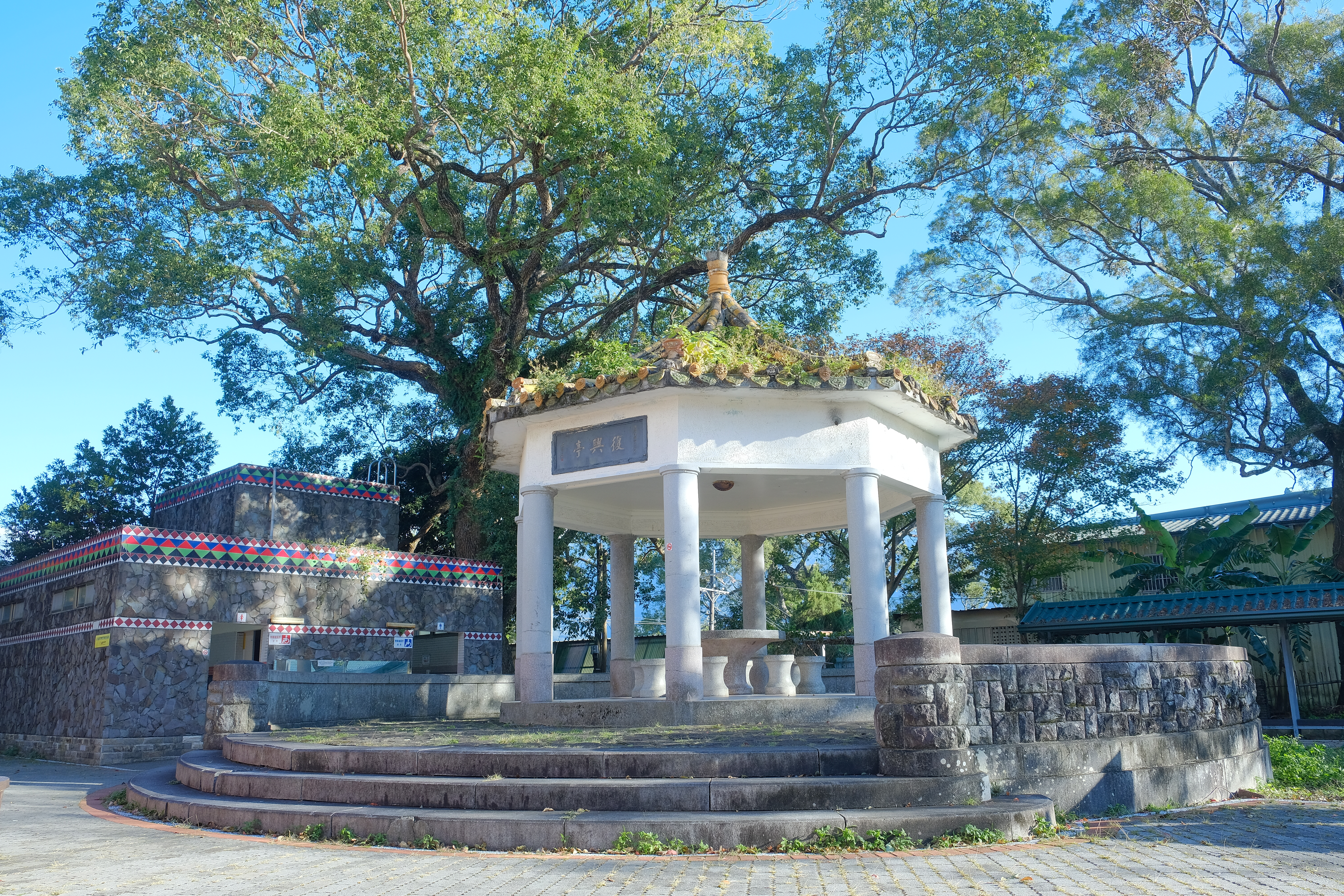
佐久間總督追懷紀念碑臺基

佐久間總督在臺灣任內推動重要工作：

1.官制改正

2.彩票發行

3.總督府廳舍新築

4.理蕃事業

5.基隆築港

6.高雄築港

7.阿里山森林經營

8.治水事業─河川改修

9.移民事業

10.水利事業─埤圳

11.研究所設立

## 軼事
- 享于克誠
  - 第一位到北港朝天宮參拜的台灣總督，即是佐久間左馬太，1913年（大正2年）3月，獻匾「享于克誠」。
- 佐久間神社
  - 佐久間神社是臺灣日治時期存在於臺灣花蓮港廳花蓮郡的神社，社格為無格社。該神社之設立乃是日本政府於1923年（大正12年），為紀念其在太魯閣之役的功績而建，供奉大己貴命與第五任臺灣總督佐久間左馬太。原址為現在的太魯閣國家公園裡的天祥，該地在1960年完成中橫公路後，立了文天祥的銅像而改為「文天祥公園」。
- - 得名自其號的行政區，即今花蓮縣新城鄉。
- 佐久間山
  - 得名自其姓的山嶽，位於今花蓮縣秀林鄉。

## 相關文物
| 名稱         | 圖片 | 年代               | 所在地              | 備註 |
| ------------ | ---- | ------------------ | ------------------- | ---- |
| 「曹公祠」匾 |      | 大正二年（1913年） | 高雄市鳳山區 曹公廟 |      |

## 外部連結
- 中研院台灣史研究所檔案館《佐久間左馬太總督的「蕃地」巡視與「討蕃」行動》

| 前任： 兒玉源太郎 | 台灣總督兼台灣守備隊司令官 （即台灣軍司令官） 1906年4月11日—1915年4月30日 | 繼任： 安東貞美 |